# Myolepta petiolata
Myolepta petiolata är en tvåvingeart som beskrevs av Thompson 1971. Myolepta petiolata ingår i släktet parkblomflugor, och familjen blomflugor.
Artens utbredningsområde är Thailand. Inga underarter finns listade i Catalogue of Life.